# 马君
马君（1989年3月6日—），中国足球运动员，中国国家女子足球队成员，司职中场。曾随队参加2010年亚洲运动会和2014年亚洲运动会，两届比赛分别获得第四名和第五名。她也随队参加了2015年女子世界杯足球赛。